# Esquirol (economia)
Rep el nom d'esquirol aquella persona que rep una remuneració a canvi de no seguir una vaga; és a dir, que accepta treballar en una empresa en què els seus treballadors fan vaga. També rep el nom d'esquirol aquell treballador que no acata la decisió d'una majoria d'iniciar una vaga i continua amb el seu treball.
El compliment de les obligacions laborals (treballant en el lloc habitual independentment de la vaga) pot deure's a diferents motius;
- Per no compartir les reivindicacions dels convocants de la vaga.
- Per estar o sentir-se coaccionat pels patrons sota alguna mena d'amenaça.
- Per poder cobrar el salari corresponent, que el perdria en fer vaga.
- O simplement per la contractació de la patronal arran de la convocatòria de vaga pels treballadors ordinaris.

En cas de vaga general, que afecta la totalitat del país, s'anomena esquirol tot aquell qui no la secunda, sigui per motius polítics o econòmics. No incumbeix simplement els empleats, sinó que en rebria l'apel·latiu l'empresa que obre el comerç o el negoci i treballa amb normalitat, independentment de les causes per les quals no s'hagi afegit a la vaga.

## Etimologia
El terme esquirol prové del poble de l'Esquirol on hi havia un antic hostal (que primer fou un mas, documentat des del 1327) de l'Esquirol (actualment "mas el Perai").
| «                                                                | L'Esquirol o Santa Maria de Corcó, que tot és una mateixa cosa, és un típic poble camí nascut durant el segle xv al pas del camí ral d'Olot a Vic. El nucli inicial n'era un hostal enclavat en un antic mas anomenat avui El Perai. Sembla que l'amo de l'hostal tenia un esquirol engabiat, de manera que el lloc fou conegut ràpidament com l'Hostal de l'Esquirol. Hi ha, però, qui veu en el nom "esquirol" una deformació del mot quer (roca), que escauria perfectament a aquest lloc tenint en compte l'orografia del poble. | » |
| — Generalitat de Catalunya, Camí de Sant Jaume, l'Esquirol - Vic | |   |

Alguns dels vilatans de l'Esquirol, és a dir, de Santa Maria de Corcó, substituïren els treballadors en vaga d'una fàbrica teixits de Manlleu o de Roda de Ter el 1852. Arran d'això, "esquirol" va començar a fer-se servir per referir-se despectivament a aquells que no seguien una vaga.
Aquesta és també la versió de l'industrial manlleuenc Rafael Puget, qui en les seves memòries, reproduïdes per Josep Pla en Un senyor de Barcelona (1945), remet el fet a una de les primeres vagues de Catalunya.
Altres versions sostenen, però, que l'ús d'esquirol és més antic, i que té profundes arrels en el procés de formació del més embrionari associacionisme obrerista català i precedeix, fins i tot, la figuració de la vaga com a instrument de lluita d'aquest moviment.
Aquesta versió està recolzada per documents periodístics que provarien que, ja el 1841, a la localitat barcelonina d'Igualada i, en el context dels conflictes suscitats per la implantació de la Sociedad de Protección Mutua de Tejedores de Barcelona, s'aplicava el sobrenom esquirol als teixidors no associats, enfront dels associats anomenats moros .

## Serveis mínims
No es considera esquirol aquell qui treballa en els serveis mínims prescrits per la llei d'alguns països. En aquest cas, la persona actua d'acord amb allò acordat per l'autoritat laboral (amb la implicació o no de la patronal i dels sindicats convocants).